# Pogonus luridipennis
Pogonus luridipennis es una especie de insecto coleóptero de la familia Carabidae. Es propio del océano Atlántico y el mar Mediterráneo. Se encuentra en áreas costeras marinas, principalmente en lugares inundados, bajo piedras y en grietas.